# Adult Top 40
La Adult Top 40 (nota anche come Adult Pop Songs) è una classifica musicale statunitense curata e pubblicata dal settimanale Billboard in cui figurano i "40 brani più popolari indirizzati a un pubblico di adulti sulla base dei rilevamenti radiofonici eseguiti dalla Nielsen Broadcast Data Systems."
I generi musicali maggiormente contemplati in questa classifica sono l'alternative rock e il pop; sono esclusi generi quali l'hard rock e l'hip hop. Il termine "adult" non va in questo caso frainteso con adult contemporary, formato radiofonico che comprende fondamentalmente ballate e brani a vocazione meno "commerciale".

## Storia
Negli anni Novanta si diffusero negli Stati Uniti stazioni radiofoniche che, a differenza delle tradizionali radio adult contemporary, trasmettevano il repertorio di un numero maggiore di artisti, attualizzando i palinsesti più frequentemente. Canzoni rock contemporaneo, dance e R&B si affiancavano a brani più tradizionalmente inseriti nel panorama adult contemporary.
La classifica esordì il 16 marzo 1996 dalla ceneri della Hot Adult Contemporary, sebbene la sua effettiva introduzione avvenne nell'ottobre 1995, allora creata come semplice test.
Il primo brano che raggiunse la prima posizione nella Adult Top 40, durante la fase di test del 7 ottobre 1995, fu Kiss from a Rose di Seal, mentre il primo brano numero uno della versione ufficialmente pubblicata il 16 marzo 1996 fu One Sweet Day di Mariah Carey e Boyz II Men.

## Top 10 artisti nella classificaAdult Pop Songs(1996–2016)[6]
| N. | Artista         |
| -- | --------------- |
| 1  | Maroon 5        |
| 2  | Matchbox Twenty |
| 3  | Train           |
| 4  | Nickelback      |
| 5  | Pink            |
| 6  | Kelly Clarkson  |
| 7  | Katy Perry      |
| 8  | Goo Goo Dolls   |
| 9  | Daughtry        |
| 10 | Taylor Swift    |